# Викингът
„Викингите“ (на английски: The Northman) е американски исторически филм от 2022 г. на режисьора Робърт Егърс. Във филма участват Александър Скарсгорд, Никол Кидман, Аня Тейлър-Джой, Итън Хоук, Бьорк и Уилям Дефо.